# Ardabil
Ardabil (perz. اردبیل; Ardæbīl) je grad u Iranu i sjedište Ardabilske pokrajine. Grad je smješten oko 70 km od Kaspijskog jezera, odnosno oko 210 km istočno od Tabriza. Ime je dobio po drevnom zoroastrijskom izrazu artavil što znači „sveto mjesto”, a osnivanje mu se datira u vrijeme Ahemenidskog Perzijskog Carstva ili ranije. S obzirom na to da se nalazi na važnoj strateškoj lokaciji, tijekom svoje duge povijesti Ardabil je pretrpio velika uništenja tijekom invazija Mongola, Osmanlija i Rusa. Grad je poznat po Grobnici šejha Safija, eponimskog osnivača safavidske dinastije koja je vladala Iranom od početka 16. do sredine 18. stoljeća. Prema popisu stanovništva iz 2006. godine u Ardabilu je živjelo 418.262 ljudi od čega su velika većina iranski Azeri.

## Poveznice
- Zračna luka Ardabil

## Vanjske poveznice
- (perz.) Službene stranice Ardabila  Arhivirana inačica izvorne stranice od 15. kolovoza 2011. (Wayback Machine)

Ostali projekti
|  | Zajednički poslužitelj ima još gradiva o temi Ardabil |